# Portrait de Magdalena Luther, fille du réformateur Martin Luther
Le Portrait de Magdalena Luther, fille du réformateur Martin Luther est un tableau réalisé par le peintre allemand Lucas Cranach l'Ancien en 1539-1542. Cette peinture à l'huile sur bois est le portrait en buste de Magdalena Luther, la fille de Martin Luther. Elle y figure les bras croisés, sur fond noir. Achetée au marchand Paul Rosenberg en 1910, l'œuvre est conservée au musée du Louvre, à Paris, en France.
Le panneau sur lequel elle a été exécutée provient du même hêtre que celui où l'artiste à peint L'Âge d'argent, également dans les collections du musée. Cet arbre a été abattu en 1521.

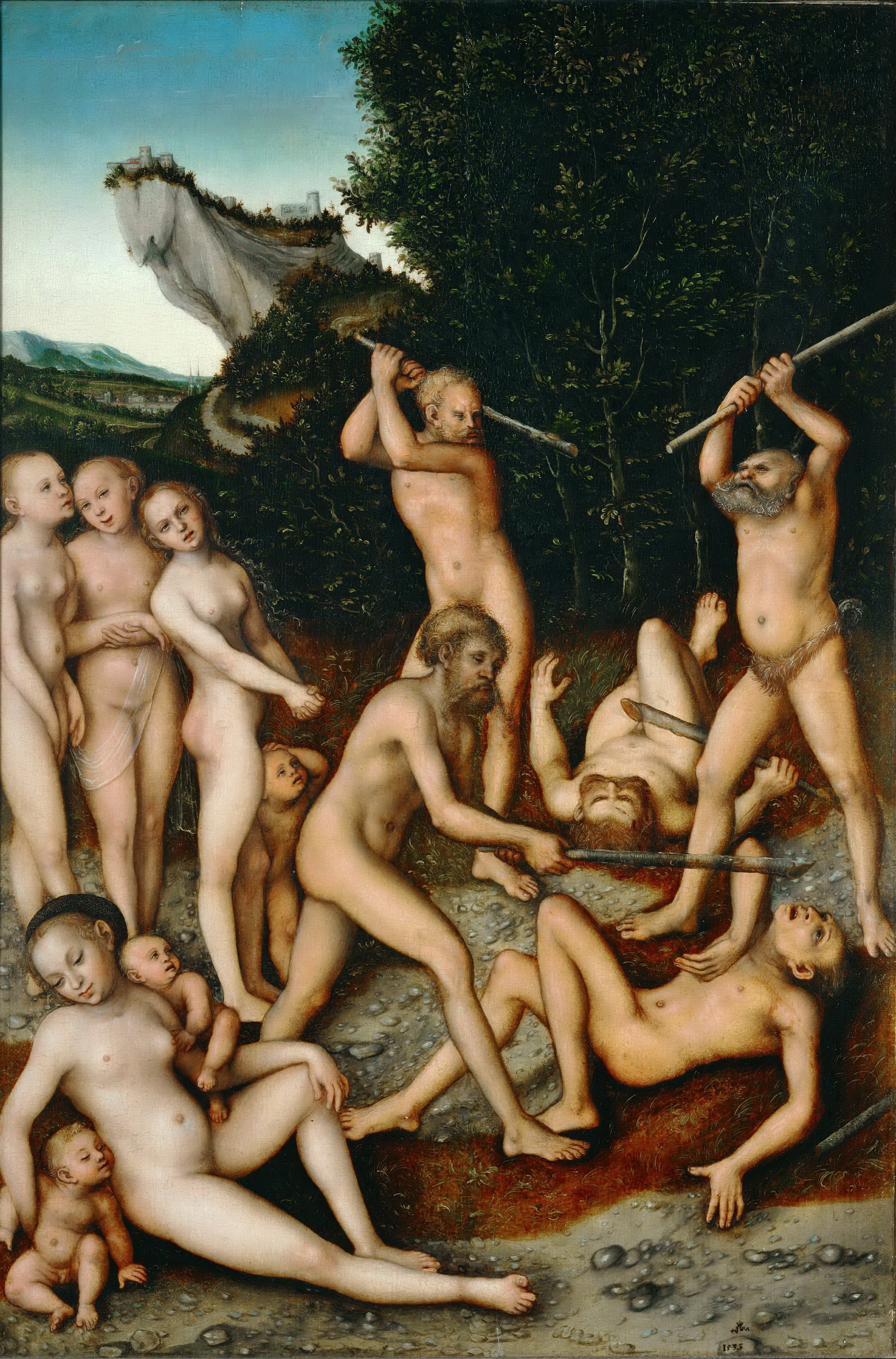
L'Âge d'argent, 1535 – Musée du Louvre, Paris.